# ホレス・パーラン
ホレス・パーラン（Horace Parlan、1931年1月19日 ピッツバーグ – 2017年2月23日 ）は、アメリカ合衆国のジャズ・ピアニスト。ハードバップやポスト・バップの分野で活躍した。チャールズ・ミンガスの古典的なアルバム（『ミンガス・アー・ウム』や『ブルース・アンド・ルーツ』）への参加で知られる。

## 略歴
少年時代にポリオを患い、そのために部分的に右手が変形した。障碍の代償として独自の演奏技巧を発展させ、左手のとりわけ「刺戟的な」コード進行を、一方の、右手の著しくリズミカルなフレーズと対置している 。本人は受けた影響として、しばしばアーマッド・ジャマルやバド・パウエルの名を挙げているが、ブルースやリズム・アンド・ブルースとの関わりも明らかである。パーランの演奏様式や作風は、ビバップ・ジャズの和声的に洗練されたバップの音楽語法を、アフリカ系アメリカ人のルーツである音楽と組み合わせたものだった。
半世紀にわたる活動は、リズム・アンド・ブルースのグループとの共演に始まる。1952年から1957年まで、ソニー・スティットとともにワシントンD.C.で活動し、ニューヨークに進出してから最初の2年間（1957年から1959年まで）はチャールズ・ミンガスのワークショップに加わった。この協力関係によって活動の基礎が築かれ、パーランがピアニストとして参加した古典的な2枚のアルバム（『ミンガス・アー・ウム』と『リズム・アンド・ルーツ』）は、幅広い大衆に知れ渡るところとなった。1960年と1961年にはとりわけブッカー・アーヴィンと、次いで1962年にはエディ・ロックジョウ・デイヴィスとジョニー・グリフィンのクインテットと共演している。1963年から1966年までローランド・カークとも共演した。さらに1960年代は、ブルーノート・レコードで録音を行い、『スピーキン・マイ・ピース』や『オン・ザ・スパー・オブ・ザ・モーメント』などの一連の録音に取り組んだ。これらの収録には、タレンタイン兄弟やジョージ・タッカー、アル・ヘアウッドが参加している。
1973年にはアメリカ合衆国を去ってデンマークに渡り、それからはコペンハーゲンに定住している。1974年にはハル・シンガーとツアーを行なった。スティープルチェイス・レーベルでの一連の録音によって世界的に有名になり、特にテナー・サクソフォン奏者のアーチー・シェップと共演したシリーズが名高い。後期の作品は、アルバム『ゴーイン・ホーム』の収録曲などに見られるように、ゴスペルを連想させる堅固な楽曲構成が特徴となっている。デクスター・ゴードンやレッド・ミッチェルと幅広い録音を行ない、1980年代になるとフランク・フォスターやマイケル・ウルバニアクとも録音を行なった。

## ディスコグラフィ

### リーダー・アルバム
- 『ムーヴィン・アンド・グルーヴィン』 - Movin' & Groovin' (1960年、Blue Note)
- 『アス・スリー』 - Us Three (1960年、Blue Note)
- 『スピーキン・マイ・ピース』 - Speakin' My Piece (1960年、Blue Note)
- 『ヘディン・サウス』 - Headin' South (1960年、Blue Note)
- 『オン・ザ・スパー・オブ・ザ・モーメント』 - On the Spur of the Moment (1961年、Blue Note)
- 『アップ・アンド・ダウン』 - Up & Down (1961年、Blue Note)
- 『アライヴァル』 - Arrival (1974年、SteepleChase)
- 『ノー・ブルース』 - No Blues (1975年、Steeplechase)
- Frank-ly Speaking (1977年、Steeplechase)
- 『ゴーイン・ホーム』 - Goin' Home (1977年、Steeplechase) ※with アーチー・シェップ
- Trouble in Mind (1980年、Steeplechase)
- 『ブルー・パーラン』 - Blue Parlan (1978年、Steeplechase)
- 『ハイフライ』 - Hi-Fly (1978年、Steeplechase)
- Musically Yours  (1979年、Steeplechase)
- The Maestro (1979年、Steeplechase)
- 『パノニカ』 - Pannonica (1981年、Enja)
- Like Someone in Love (1983年、Steeplechase)
- 『グラッド・アイ・ファウンド・ユー』 - Glad I Found You (1984年、Steeplechase)
- 『ハッピー・フレイム・オブ・マインド』 - Happy Frame Of Mind (1986年、Blue Note) ※1963年録音
- Little Esther (1987年、Soul Note)
- Duo Reunion (1987年、L+R) ※with アーチー・シェップ
- 『ジョー・ミーツ・ザ・リズム・セクション』 - Joe Meets The Rhythm Section (1987年、Timeless)
- 『エリントン・バラード』 - Ellington Ballads (1990年、Timeless) ※with ジョー・ヴァン・エンキューゼン
- Keep Your Hands Wide Open (1988年、Olufsen) ※with Søren S. Eriksen
- Joinin' Forces (1994年、Olufsen) ※with Jan Kaspersen
- 『ウィー・スリー』 - We Three (1997年、Baybridge)
- 『荒城の月』 - The Horace Parlan Trio (1998年、M&I)
- 『ヴォヤージュ・オブ・リディスカバリー』 - Voyage of Rediscovery (1999年、Storyville)
- Close Your Eyes (2000年、Minor Music) ※with ジョニー・グリフィン
- 『ビハインド・ザ・ブルース』 - Behind the Blues (2001年、Leafage Jazz) ※with ステファン・ウィリアム・オルソン
- Relaxin' with Horace (2004年、Stunt)
- My Little Brown Book (2007年、Stunt)

## 註釈
1. 1 2 3  Feather, Leonard & Gitler, Ira The Biographical Encyclopedia of Jazz Oxford University Press US, 2007 ISBN 9780195320008 at Google Books